# Voile aux Jeux des îles de l'océan Indien 2011
Navigation
2003
Les compétitions de voile aux Jeux des îles de l'océan Indien 2011 se déroulent du 6 au 12 août 2011 à l'Eden Island.

## Épreuves au programme
Quatre épreuves de voile sont au programme de ces Jeux des îles de l'océan Indien : 
- Laser standard (hommes)
- Laser radial (hommes et femmes)
- Windsurf

## Médaillés
| Épreuves              | Or                      | Argent                 | Bronze                   |
| --------------------- | ----------------------- | ---------------------- | ------------------------ |
| Laser radial hommes   | Roy Govinden (SEY)      | Esther Hansel (SEY)    | Orion Carbonnel (REU)    |
| Laser radial femmes   | Solenne Brain (REU)     | Beth Gertrude (SEY)    | Meggy Gertrude (SEY)     |
| Laser standard hommes | Alan Julie (SEY)        | Rodney Govinden (SEY)  | Robert Rault (MRI)       |
| Windsurf              | Bertrand Lablache (SEY) | Fabrice Leclézio (MRI) | Jean-Marc Gardette (SEY) |

## Tableau des médailles
| Rang | Nation     | Or | Argent | Bronze | Total |
| ---- | ---------- | -- | ------ | ------ | ----- |
| 1    | Seychelles | 3  | 3      | 2      | 8     |
| 2    | La Réunion | 1  | 0      | 1      | 2     |
| 3    | Maurice    | 0  | 1      | 1      | 2     |